# Бураков, Виктор Семёнович
Ви́ктор Семёнович Бурако́в (бел. Віктар Сямёнавіч Буракоў, 25 марта 1931, Заболотье, Ушачский район — 1 марта 2020, Минск) — советский и белорусский физик. Академик АН Белорусской ССР (1986; член-корреспондент с 1980), доктор физико-математических наук (1977), профессор (1978). Заслуженный деятель науки и техники БССР (1980).

## Биография
Бураков родился 25 марта 1931 года в деревне Заболотье (Ушачский район, Витебская область). В 1950 году поступил на физико-математический факультет БГУ, после окончания которого стал работать в Институте физики АН БССР. В 1969 году был назначен заместителем директора по научной работе, в 1977 году возглавил лабораторию. В 1983 году перешел на работу в Опытно-производственное предприятие по изготовлению уникальных физических приборов и оборудования АН СССР, став его директором (до 1987). С 1987 года — вновь в Институте физики, заведует лабораторией. В 1989—1992 годах являлся членом Президиума АН Беларуси, в 1992—1997 годах занимал должность академика-секретаря Отделения физики, математики и информатики, в 1997—2002 годах был советником Президиума Национальной АН Беларуси. Принял активное участие в организации Института молекулярной и атомной физики: в 1992—1993 годах был его директором-организатором, с 1992 года являлся заведующим Лабораторией лазерной диагностики плазмы. В 1990—1992 годах работал главным редактором «Журнала прикладной спектроскопии», в 1992—1997 годах занимал аналогичную должность в журнале «Весці АН Беларусі. Серыя фізіка-матэматычных навук».
Умер 1 марта 2020 года, похоронен на Восточном кладбище Минска.

## Научная деятельность
Основные работы Буракова относятся к области спектроскопии, квантовой электроники, физики плазмы. Он внес вклад в разработку и внедрение на предприятиях метода эмиссионного спектрального анализа. Разработал методы лазерной диагностики плазмы, изучил закономерности взаимодействия излучения с плазмой и нелинейно-оптические явления в ней, развил способы управления характеристиками лазерного излучения (в частности, частоты) с помощью плазмы.
Бураков руководил созданием первого в Беларуси эксимерного лазера, исследовал его параметры и способы их контроля, создал на его основе лидарную систему для мониторинга состояния атмосферы. Под его руководством были рассмотрены аналитические возможности селективной лазерной спектроскопии, создан высокочувствительный автоматизированный внутрирезонаторный спектрометр.
Совместно с российскими учеными Бураков участвовал в создании специализированных диагностических комплексов для лазерно-флуоресцентного наблюдения за состоянием плазмы в установках Токамак. Ряд работ посвящён изучению физико-химических процессов в плазме (в том числе облучаемой лазерным светом), что открывает перспективы для создания новых материалов на основе синтеза кластеров и наноразмерных частиц. Важное практическое значение имеет разработка экспресс-метода лазерного анализа состава изделий из металла, археологических находок, произведений искусства, не требующего эталонного образца.
Среди учеников Буракова 16 кандидатов наук и 3 доктора наук.

## Награды
- Государственная премия БССР (1974)
- орден Трудового Красного Знамени (1976)
- орден Отечества III степени (1999)

## Публикации
Бураков является автором 8 изобретений и более 250 научных работ, среди которых:
- В. С. Бураков, А. А. Янковский. Практическое руководство по спектральному анализу. — Минск: Издательство АН БССР, 1960.
  - V.S. Burakov, A.A. Yankovskii. Practical Handbook on Spectral Analysis. — Elsevier, 1963; MacMillan Co, 1964.
- В. С. Бураков. Лазерная спектроскопия плазменных образований. // Проблемы современной оптики и спектроскопии. — Минск, 1980.
- В. С. Бураков, С. Н. Райков, В. Д. Шиманович. Физика плазмы и плазменные технологии в Беларуси. — Минск, 2001.